# Tapacul de Stiles
El tapacul de Stiles (Scytalopus stilesi) és una espècie d'ocell de la família dels rinocríptids (Rhinocryptidae).

## Hàbitat i distribució
Habita el sotabosc dels boscos de muntanya, per ambdues vessants dels Andes de Colòmbia.